# Laar (Weert)
Pour les articles homonymes, voir Laar.
Laar est un village néerlandais situé dans la commune de Weert, dans la province du Limbourg néerlandais. Le 1er janvier 2007, le village comptait 600 habitants.